# 주초일
주초일(朱初一, 생몰년 미상)은 홍무제 주원장의 조부로 구용(句容) 출신이며 주사구의 아들, 주세진(朱世珍)의 아버지이다. 유황후(裕皇后)로 추존된 왕씨(王氏) 사이에서 장남 주오일(朱五一), 차남 주오이(朱五二), 사남 주오사(朱五四, 훗날의 주세진)를 낳았다. 주초일 대에 주씨 가문은 사주(泗州) 우이(盱眙)로 이사했다.
1363년, 광록대부(光祿大夫), 강남등처행중서성장정사(江南等處行中書省章政事), 주국(柱國), 사공(司空), 오국공(吳國公)으로 추증되었으며 부인 왕씨도 공부인(公夫人)으로 추증되었다.
1368년, 손자 주원장이 명나라를 건국하자 묘호 희조(熙祖), 시호 유황제(裕皇帝)로 추존되었으며 조릉(祖陵)에 안장되었다. 동시에 그의 아내 왕씨도 유황후로 추존되었다.